# Megadytes latus
Megadytes latus är en skalbaggsart som först beskrevs av Fabricius 1801.  Megadytes latus ingår i släktet Megadytes och familjen dykare. Inga underarter finns listade i Catalogue of Life.